# Drymodes
Drymodes és un gènere d'ocells de la família dels petròicids (Petroicidae). Tradicionalment es considerava que tenia dues espècies, però les diferències moleculars i de comportament van provocar la divisió de la petroica de matollar de Nova Guinea de la petroica de matollar de Cap York.

## Taxonomia
Segons la Classificació del Congrés Ornitològic Internacional (versió 11.1, 2021) aquest gènere està format per tres espècies:
- Drymodes beccarii - petroica de matollar de Nova Guinea.
- Drymodes brunneopygia - petroica de matollar meridional.
- Drymodes superciliaris - petroica de matollar de Cap York.